# Poliziotti in città
Poliziotti in città (The Oldest Rookie) è una serie televisiva statunitense in 14 episodi trasmessi per la prima volta nel corso di una sola stagione dal 1987 al 1988.

## Trama
Ike Porter è un cinquantacinquenne vicecapo degli affari pubblici della polizia che decide di abbandonare la sua vita d'ufficio per acquisire i gradi di detective. Viene così affiancato sul campo dal giovane detective Tony Jonas e affronta il suo primo caso, un omicidio, sotto il comando del tenente Marco Zaga.

## Personaggi e interpreti
- Detective Ike Porter, interpretato da Paul Sorvino.
- Detective Tony Jonas, interpretato da D.W. Moffett.
- Tenente Marco Zaga, interpretato da Raymond J. Barry.
- Detective Gordon Lane, interpretato da Marshall Bell.
- Capitano Black, interpretato da Patrick Cronin.

## Produzione
La serie fu prodotta da Touchstone Television Le musiche furono composte da Steve Dorff.

### Registi
Tra i registi sono accreditati:
- Donald Petrie
- Frank P. Flynn

## Distribuzione
La serie fu trasmessa negli Stati Uniti dal 16 settembre 1987 al 13 gennaio 1988  sulla rete televisiva CBS. In Italia è stata trasmessa con il titolo Poliziotti in città.
Alcune delle uscite internazionali sono state:
- negli Stati Uniti il 16 settembre 1987 (The Oldest Rookie)
- in Francia il 18 giugno 1988 (Super flics)
- in Spagna (Novato y veterano)
- in Italia (Poliziotti in città)

## Episodi
| Stagione       | Episodi | Prima TV USA |
| -------------- | ------- | ------------ |
| Prima stagione | 14      | 1987-1988    |